# Collessomyia setiger
Collessomyia setiger är en tvåvingeart som beskrevs av Hardy och Drew 1996. Collessomyia setiger ingår i släktet Collessomyia och familjen borrflugor. Inga underarter finns listade i Catalogue of Life.